# Na semi vetrach
Na semi vetrach (На семи ветрах) è un film del 1962 diretto da Stanislav Iosifovič Rostockij.

## Trama
Il film parla di Svetlana, una ragazza che va in un'altra città per incontrare il fidanzato Igor, ma a causa della guerra i due non si incontrano e lei inizia ad aspettarlo. Quando i Nazisti si avvicinano alla città, la nuova casa di Svetlana diventa un ospedale e lei diventa una soldatessa.